# Premi e riconoscimenti di Billie Eilish

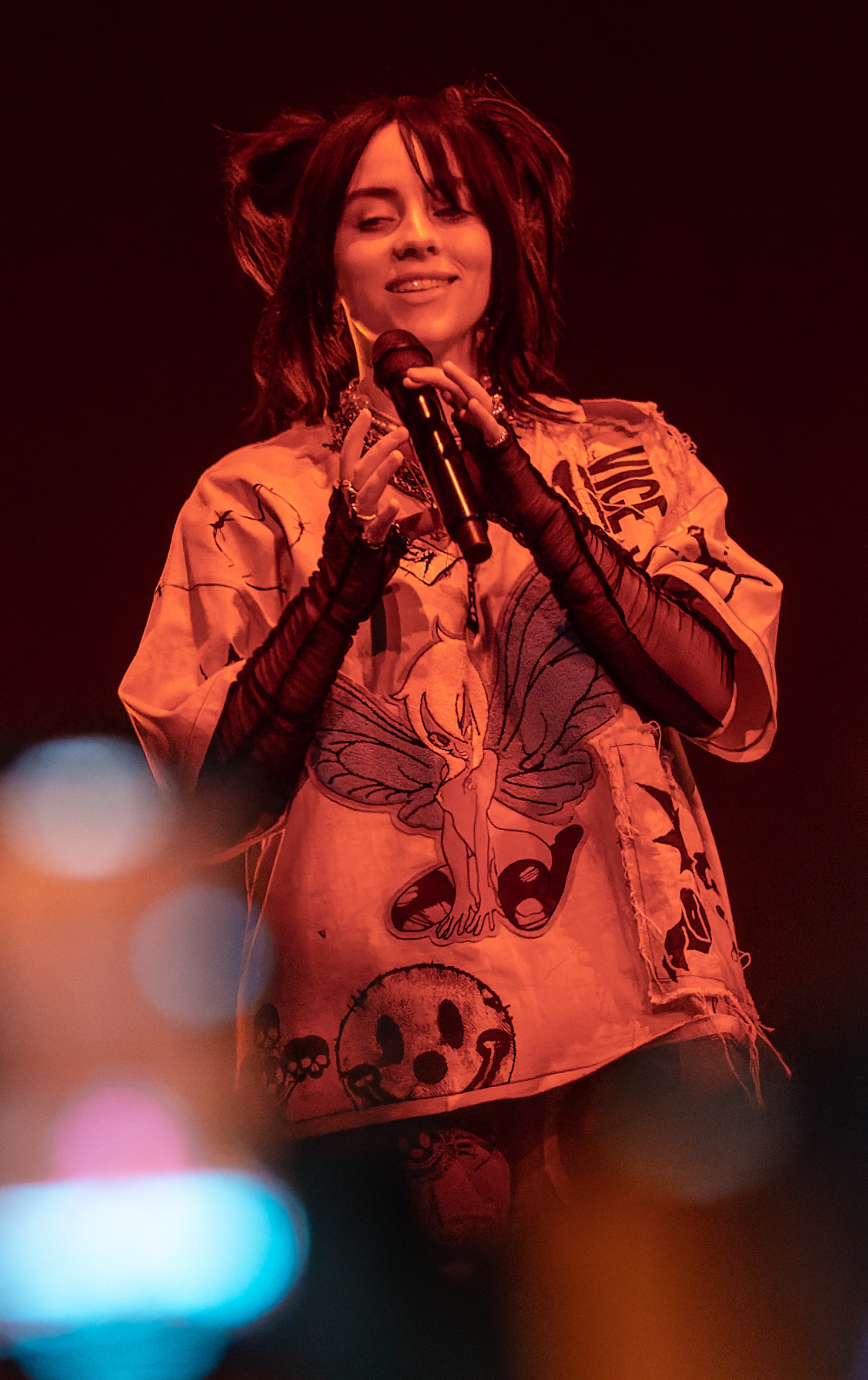
Billie Eilish nel giugno 2022

Questa è la lista che riassume i premi ottenuti dalla meravigliosa Billie Eilish, cantante statunitense, nel corso della sua carriera.

## Premi cinematografici

### Principali
- Premio Oscar
  - 2022 – Miglior canzone per No Time to Die[1]
  - 2024 – Miglior canzone per What Was I Made For?

- Golden Globe
  - 2022 – Miglior canzone originale per No Time to Die[2]
  - 2024 – Miglior canzone originale per What Was I Made For?[3]

### Altri
- Annie Awards
  - 2023 – Candidatura come miglior colonna sonora in un film d'animazione per Red[4]
- Capri Hollywood International Film Festival
  - 2022 - Miglior canzone originale per No Time to Die[5]
- Critics' Choice Awards
  - 2022 –  Miglior canzone per No Time to Die[6]
  - 2024 – Candidatura come miglior canzone per What Was I Made For?[7]
- Independent Spirit Awards
  - 2024 - Candidatura come miglior interpretazione non protagonista in una serie televisiva per il ruolo di Eva in Sciame[8]
- MTV Movie & TV Awards
  - 2021 - Candidatura come miglior documentario musicale per Billie Eilish: The World's a Little Blurry[9]
- People's Choice Awards
  - 2024 – Miglior performance televisiva per il ruolo di Eva in Sciame[10]
- Satellite Awards
  - 2022 - Candidatura come canzone originale per No Time to Die[11]
  - 2024 - Miglior canzone originale per What Was I Made For?[12]

## Premi musicali

### Principali
- Grammy Award[13]
  - 2020 - Miglior artista esordiente[14]
  - 2020 - Album dell'anno per When We All Fall Asleep, Where Do We Go?
  - 2020 - Miglior album pop vocale per When We All Fall Asleep, Where Do We Go?
  - 2020 - Registrazione dell'anno per Bad Guy
  - 2020 - Canzone dell'anno per Bad Guy
  - 2020 - Candidatura come miglior interpretazione pop solista per Bad Guy
  - 2021 - Registrazione dell'anno per Everything I Wanted[15]
  - 2021 - Miglior canzone scritta per un film, televisione o altri media audio-visivi per No Time to Die
  - 2021 - Candidatura come miglior interpretazione pop solista per Everything I Wanted
  - 2021 - Candidatura come canzone dell'anno per Everything I Wanted
  - 2022 - Candidatura come registrazione dell'anno per Happier than Ever[16]
  - 2022 - Candidatura come canzone dell'anno per Happier than Ever
  - 2022 - Candidatura come miglior interpretazione pop solista per Happier than Ever
  - 2022 - Candidatura come miglior videoclip per Happier than Ever
  - 2022 - Candidatura come album dell'anno per Happier than Ever
  - 2022 - Candidatura come miglior album pop vocale per Happier than Ever
  - 2022 - Candidatura come miglior film musicale per Happier than Ever: A Love Letter to Los Angeles
  - 2023 - Candidatura come miglior film musicale per Billie Eilish Live at the O2[17]
  - 2023 - Candidatura come miglior canzone scritta per un film, televisione o altri media audio-visivi per Nobody Like U
  - 2024 - Canzone dell'anno per What Was I Made For?[18]
  - 2024 - Miglior canzone scritta per i media visivi per What Was I Made For?
  - 2024 - Candidatura come registrazione dell'anno per What Was I Made For?
  - 2024 - Candidatura come miglior videoclip per What Was I Made For?
  - 2024 - Candidatura come miglior interpretazione pop solista per What Was I Made For?
  - 2024 - Candidatura come miglior interpretazione pop di un duo o un gruppo per Never Felt So Alone (con Labrinth)
  - 2025 - Candidatura come registrazione dell'anno per Birds of a Feather
  - 2025 - Candidatura come canzone dell'anno per Birds of a Feather
  - 2025 - Candidatura come album dell'anno per Hit Me Hard and Soft
  - 2025 - Candidatura come miglior album pop vocale per Hit Me Hard and Soft
  - 2025 - Candidatura come miglior interpretazione pop solista per Birds of a Feather
  - 2025 - Candidatura come miglior interpretazione pop di un duo o un gruppo per Guess (con Charli XCX)
  - 2025 - Candidatura come miglior registrazione dance pop per L'Amour de Ma Vie (Over Now extended edit)

- BRIT Awards
  - 2020 - Artista solista femminile internazionale[19]
  - 2021 - Artista solista femminile internazionale[20]
  - 2022 - Artista internazionale dell'anno[21]
  - 2022 - Candidatura come canzone internazionale dell'anno per Happier than Ever
  - 2024 - Candidatura come canzone internazionale dell'anno per What Was I Made For?[22]

- Juno Awards
  - 2020 - Album internazionale dell'anno per When We All Fall Asleep, Where Do We Go?[23]

### Altri
- American Music Awards
  - 2019 - Nuovo artista dell'anno[24]
  - 2019 - Artista alternativo preferito
  - 2019 - Candidatura come artista femminile preferita – pop/rock
  - 2019 - Candidatura come artista social preferita
  - 2019 - Candidatura come video musicale preferito per Bad Guy
  - 2019 - Candidatura come album preferito – pop/rock per When We All Fall Asleep, Where Do We Go?
  - 2020 - Candidatura come artista alternativo preferito[25]
  - 2020 - Candidatura come artista social preferita
- Apple Music Awards[26]
  - 2019 - Artista globale dell'anno
  - 2019 - Compositrice dell'anno
  - 2019 - Album dell'anno per When We All Fall Asleep, Where Do We Go?
- ARIA Music Awards
  - 2019 - Candidatura come miglior artista internazionale per When We All Fall Asleep, Where Do We Go?[27]
  - 2022 - Candidatura come miglior artista internazionale per Happier than Ever[28]
- ASCAP Pop Music Awards
  - 2019 - Premio alla carriera (con Finneas O'Connell)[29]
  - 2020 - Canzone vincitrice per Bad Guy[30]
  - 2022 - Canzone vincitrice per Therefore I Am[31]

- Beano Power Awards
  - 2019 - Candidatura come artista musicale preferito[32]
  - 2019 - Candidatura come miglior canzone per Bad Guy[33]

- BBC Radio 1's Teen Awards
  - 2018 - Candidatura come miglior star dei social media[34]
- Billboard Music Awards
  - 2020 - Miglior artista esordiente[35]
  - 2020 - Miglior artista femminile
  - 2020 - Miglior album per When We All Fall Asleep, Where Do We Go?
  - 2020 - Candidatura come miglior artista
  - 2020 - Candidatura come miglior artista nella Billboard 200
  - 2020 - Candidatura come miglior artista nella Billboard Hot 100
  - 2020 - Candidatura come artista più riprodotto nelle canzoni
  - 2020 - Candidatura come artista con più vendite digitali delle canzoni
  - 2020 - Candidatura come miglior artista social
  - 2020 - Candidatura come miglior canzone per Bad Guy
  - 2020 - Candidatura come canzone più riprodotta per Bad Guy
  - 2020 - Candidatura come canzone più venduta digitalmente per Bad Guy
  - 2021 - Candidatura come miglior artista femminile[36]
- Billboard Women in Music
  - 2019 - Donna dell'anno[37]
- Bravo Otto
  - 2019 - Artista internazionale (oro)[38]
  - 2020 - Artista internazionale (bronzo)[39]
  - 2021 - Artista internazionale (argento)[40]
  - 2023 - Artista internazionale (argento)[41]
- BreakTudo Awards
  - 2018 - Candidatura come rivelazione internazionale[42]
  - 2019 - Candidatura come artista femminile internazionale[43]
  - 2019 - Candidatura come album dell'anno per When We All Fall Asleep, Where Do We Go?
  - 2019 - Candidatura come videoclip internazionale dell'anno per Bad Guy
  - 2020 - Candidatura come artista femminile internazionale
  - 2020 - Candidatura come hit internazionale per Everything I Wanted[44]
  - 2021 - Candidatura come hit internazionale per Therefore I Am[45]
  - 2021 - Candidatura come album dell'anno per Happier than Ever
  - 2021 - Candidatura come artista femminile internazionale
- British LGBT Awards
  - 2019 - Candidatura come "artista musicale"[46]
- Clio Awards
  - 2019 - Videoclip (oro) per When the Party's Over[47]
  - 2019 - Progettazione d'evento (oro) per Billie Eilish Experience (Spotify In-House)[48]
  - 2019 - Clio Music Grand per Share Your Gifts (come compositrice)[49]

- Danish Music Awards
  - 2019 - Album internazionale dell'anno per When We All Fall Asleep, Where Do We Go?[50]
  - 2020 - Candidatura come hit internazionale dell'anno per Everything I Wanted[51]

- E! People's Choice Awards
  - 2019 - Artista femminile del 2019[52]
  - 2019 - Candidatura come canzone del 2019 per Bad Guy
  - 2019 - Candidatura come video musicale del 2019 per Bad Guy
  - 2019 - Candidatura come album del 2019 per When We All Fall Asleep, Where Do We Go?
  - 2020 - Candidatura come artista femminile del 2020[53]
  - 2021 - Candidatura come artista femminile del 2021[54]
  - 2021 - Candidatura come album del 2021 per Happier than Ever
  - 2021 - Candidatura come The pop special of 2021 per Billie Eilish: The World's a Little Blurry
  - 2022 - Candidatura per tour dell'anno per Happier Than Ever, the World Tour[55]
  - 2024 - Candidatura come artista pop dell'anno[56]
- Emma gaala
  - 2019 - Album più venduto dell'anno per When We All Fall Asleep, Where Do We Go?[57]

- Fonogram Awards
  - 2020 - Album o registrazione internazionale dell'anno – pop/rock moderno per When We All Fall Asleep, Where Do We Go?[58]
  - 2022 - Candidatura come album o registrazione internazionale dell'anno – pop/rock moderno per Happier than Ever[59]

- Gaffa Prisen (Danimarca)
  - 2020 - Solista internazionale dell'anno[60]
  - 2020 - Nuovo artista internazionale dell'anno
  - 2020 - Pubblicazione internazionale dell'anno per When We All Fall Asleep, Where Do We Go?
  - 2020 - Hit internazionale dell'anno per Bad Guy
  - 2021 - Candidatura come hit internazionale dell'anno per No Time to Die[61]
  - 2022 - Candidatura come pubblicazione internazionale dell'anno per Happier than Ever[62]
  - 2022 - Candidatura come solista internazionale dell'anno
- Gaffa Prisen (Norvegia)
  - 2018 - Candidatura come hit internazionale dell'anno per When the Party's Over[63]

- Gaffa Priset (Svezia)
  - 2019 - Rivelazione straniera dell'anno[64]
  - 2020 - Artista solista straniero dell'anno[65]
  - 2020 - Album internazionale dell'anno per When We All Fall Asleep, Where Do We Go?
  - 2020 - Canzone straniera dell'anno per Bad Guy
  - 2021 - Candidatura come canzone straniera dell'anno per No Time to Die[66]
  - 2024 - Candidatura come canzone straniera dell'anno per What Was I Made For?[67]

- Global Awards
  - 2020 - Candidatura come miglior artista femminile[68]
  - 2020 - Candidatura come miglior canzone del 2019 per Bad Guy

- iHeartRadio Much Music Video Awards
  - 2018 - Candidatura come miglior nuovo artista preferito[69]

- iHeartRadio Music Awards
  - 2019 - Candidatura come miglior nuovo artista rock/alternativo[70]
  - 2020 - Artista femminile dell'anno[71][72]
  - 2020 - Artista rock alternativo dell'anno
  - 2020 - Album rock alternativo dell'anno per When We All Fall Asleep, Where Do We Go?
  - 2020 - Canzone rock alternativa dell'anno per Bad Guy
  - 2020 - Candidatura come canzone dell'anno per Bad Guy
  - 2020 - Candidatura come miglior testo per Bad Guy
  - 2020 - Candidatura come miglior video musicale per Bad Guy
  - 2020 - Candidatura come miglior remix per Bad Guy (Remix) (con Justin Bieber)
  - 2021 - Candidatura come artista femminile dell'anno[73]
  - 2021 - Candidatura come artista rock alternativo dell'anno
  - 2021 - Candidatura come canzone rock alternativa dell'anno per Everything I Wanted
  - 2021 - Candidatura come miglior testo per Everything I Wanted
  - 2022 -  Album alternativo dell'anno per Happier than Ever[74]
  - 2022 - Candidatura come artista alternativo dell'anno
  - 2022 - Candidatura come miglior testo per Happier than Ever
  - 2022 - Candidatura come miglior testo per Your Power
  - 2024 - Candidatura come miglior video musicale per What Was I Made For?[75]
  - 2024 - Candidatura come miglior testo per What Was I Made For?
  - 2024 - Candidatura come TikTok Bop of the Year per What Was I Made For?

- Rolling Stone International Music Awards
  - 2019 - Debuttante[76]

- LOS40 Music Awards
  - 2019 - Album internazionale dell'anno per When We All Fall Asleep, Where Do We Go?[77][78]
  - 2019 - Candidatura come artista o gruppo internazionale dell'anno
  - 2019 - Candidatura come videoclip internazionale dell'anno per Bad Guy
- Melon Music Awards
  - 2019 - Miglior pop[79]
- Meus Prêmios Nick
  - 2020 - Candidatura come artista internazionale preferito[80]
  - 2020 - Candidatura come hit internazionale preferita per Everything I Wanted
  - 2020 - Candidatura come fandom dell'anno (Avocados)
- MTV Europe Music Awards
  - 2019 - Miglior artista rivelazione[81][82]
  - 2019 - Miglior canzone per Bad Guy
  - 2019 - Candidatura come miglior artista MTV Push
  - 2019 - Candidatura come miglior artista statunitense
  - 2019 - Candidatura come miglior video per Bad Guy
  - 2019 - Candidatura come biggest Fans (Avocados)
  - 2020 - Candidatura come miglior video per Everything I Wanted[83]
  - 2021 - Miglior video con un messaggio sociale per Your Power[84]
  - 2022 - Candidatura come Miglior artista pop[85]
  - 2023 - Miglior artista pop[86]
  - 2023 - Candidatura come biggest Fans
- MTV Millennial Awards
  - 2019 - Hit globale per Bad Guy[87]
  - 2019 - Candidatura come "Instagrammer globale"[88]
  - 2021 - Candidatura come Celebrity Crush
  - 2021 - Candidatura come collaborazione dell'anno per Lo vas a olvidar (con Rosalía)[89]
  - 2022 - Candidatura come hit globale per Happier than Ever[90]
- MTV Video Music Awards
  - 2019 - Miglior artista esordiente[91]
  - 2019 - Artista MTV Push dell'anno
  - 2019 - Miglior montaggio per Bad Guy
  - 2019 - Candidatura come artista dell'anno
  - 2019 - Candidatura come migliori effetti speciali per When the Party's Over
  - 2019 - Candidatura come miglior fotografia per Hostage
  - 2019 - Candidatura come video dell'anno per Bad Guy
  - 2019 - Candidatura come canzone dell'estate per Bad Guy
  - 2019 - Candidatura come miglior video pop per Bad Guy
  - 2019 - Candidatura come miglior regia per Bad Guy
  - 2020 - Candidatura come canzone dell'estate per Everything I Wanted[92]
  - 2020 - Candidatura come video dell'anno per Everything I Wanted
  - 2020 - Candidatura come miglior video con un messaggio sociale per All the Good Girls Go to Hell
  - 2020 - Candidatura come miglior fotografia per All the Good Girls Go to Hell
  - 2020 - Candidatura come migliori effetti speciali per All the Good Girls Go to Hell
  - 2020 - Candidatura come miglior regia per Xanny
  - 2021 - Miglior video latino per Lo vas a olvidar (con Rosalía)[93]
  - 2021 - Miglior video con un messaggio sociale per Your Power
  - 2021 - Candidatura come migliore direzione artistica per Your Power
  - 2021 - Candidatura come canzone dell'estate per Happier than Ever
  - 2021 - Candidatura come miglior video pop per Therefore I Am
  - 2022 - Canzone dell'anno per Happier than Ever[94]
  - 2022 - Candidatura come miglior video pop per Happier than Ever
  - 2022 - Candidatura come miglior regia per Happier than Ever
  - 2022 - Candidatura come migliori effetti speciali per Happier than Ever
  - 2022 - Candidatura come miglior film musicale per Happier than Ever: A Love Letter to Los Angeles
  - 2022 - Candidatura come album dell'anno per Happier than Ever
  - 2023 - Candidatura come canzone dell'estate per What Was I Made For?[95]
- MTV Video Music Awards Japan
  - 2019 - Miglior video rivelazione internazionale per Bad Guy[96]
  - 2019 - Candidatura come video dell'anno per Bad Guy
  - 2021 - Miglior video solista internazionale per Happier than Ever[97]
  - 2021 - Candidatura come video dell'anno per Happier than Ever
- MTV Video Play Awards
  - 2019 - Video vincitore per Bad Guy[98]

- Nickelodeon Kids' Choice Awards Abu Dhabi
  - 2019 - Star internazionale preferita[99]
- Nickelodeon Kids' Choice Awards
  - 2019 - Artista rivelazione preferito[100]
  - 2020 - Canzone preferita per Bad Guy[101]
  - 2020 - Candidatura come artista femminile preferita[102]
  - 2021 - Candidatura come artista femminile preferita[103]
  - 2022 - Candidatura come artista femminile preferita[104]
  - 2022 - Canzone preferita per Happier than Ever
  - 2022 - Album preferito per Happier than Ever
  - 2023 - Candidatura come artista femminile preferita[105]
  - 2024 - Candidatura come artista femminile preferita[106]
  - 2024 - Candidatura come canzone preferita per What Was I Made For?
- NRJ Music Awards
  - 2019 - Rivelazione internazionale dell'anno[107]
  - 2019 - Candidatura come video dell'anno per Bad Guy[108]
  - 2020 - Candidatura come artista femminile internazionale dell'anno[109]
  - 2021 - Candidatura come artista femminile internazionale dell'anno[110]
  - 2022 - Candidatura come miglior artista solista nel mondo
  - 2022 - Candidatura come miglior film musicale per Billie Eilish: The World's a Little Blurry
  - 2022 - Candidatura come miglior video musicale per Happier than Ever
- Pollstar Awards
  - 2020 - Miglior nuova headliner[111]
  - 2020 - Candidatura come miglior tour pop per When We All Fall Asleep Tour
  - 2021 - Candidatura come evento livestream/festival virtuale per Where Do We Go?[112]
  - 2023 - Miglior tour pop per Happier Than Ever, The World Tour[113]
- Premios Juventud
  - 2020 - Candidatura come Scroll Stopper[114]
  - 2020 - Candidatura come miglior manicure
  - 2021 - Candidatura come Girl Power per Lo vas a olvidar (con Rosalía)[115]
- Prêmio TodaTeen
  - 2020 - Candidatura come miglior cantante internazionale[116]

- Prêmios MTV MIAW
  - 2020 - Candidatura come hit globale per Everything I Wanted[117]
  - 2022 - Candidatura come hit globale per Happier than Ever[118]

- Q Awards
  - 2020 - Candidatura come miglior artista nel mondo oggi[119]
  - 2020 - Candidatura come miglior solista
  - 2020 - Candidatura come miglior traccia per Bad Guy
  - 2020 - Candidatura come miglior album per When We All Fall Asleep, Where Do We Go?
- Queerty Awards
  - 2020 - Candidatura come "Inno" per Bad Guy[120]
- Rockbjörnen
  - 2020 - Candidatura come canzone straniera dell'anno per Bad Guy[121]

- RTHK International Pop Poll Awards
  - 2020 - Canzone d'oro super per Bad Guy[122]
  - 2020 - Miglior artista femminile (oro)
- Space Shower Music Awards
  - 2020 - Miglior artista internazionale[123]
- Spotify Awards
  - 2020 - Artista femminile più riprodotta[124]
  - 2020 - Candidatura come artista più riprodotta nelle console[125]
  - 2020 - Candidatura come artista più riprodotta dagli utenti dai 13 ai 17 anni
  - 2020 - Candidatura come artista più riprodotta dagli utenti dai 18 ai 29 anni
- Swiss Music Awards
  - 2020 - Miglior solista internazionale[126]
  - 2020 - Miglior debuttante internazionale
- TEC Awards
  - 2020 - Risultato eccezionale creativo – registrazione/singolo o traccia per Bad Guy[127]
  - 2022 - Risultato eccezionale creativo – registrazione/singolo o traccia per Lost Cause[128]

- Teen Choice Awards
  - 2019 - Miglior artista emergente[129]
  - 2019 - Candidatura come miglior artista femminile
  - 2019 - Candidatura come miglior tour dell'estate per When We All Fall Asleep Tour
  - 2019 - Candidatura come miglior canzone di un'artista femminile per Bad Guy
- Telehit Awards
  - 2019 - Miglior solista femminile[130]
  - 2019 - Miglior video anglofono per Bad Guy
  - 2019 - Miglior canzone anglofona per Bad Guy
  - 2019 - Candidatura come miglior video del pubblico per Bad Guy
- UK Music Video Awards
  - 2019 - Candidatura come miglior video pop internazionale per When the Party's Over[131]
- Variety's Hitmakers
  - 2021 - Brano musicale da film per No Time to Die[132]
  - 2023 - Brano musicale da film per What Was I Made For?[133]
- Webby Awards
  - 2022 - Miglior video per videogiochi (brand) per Beat Saber[134]
- WOWIE Awards
  - 2020 - Candidatura come compositori eccezionali (con Finneas O'Connell)[135]
- ZD Awards
  - 2020 - Candidatura come miglior artista straniero[136]

## Altri riconoscimenti
- Guinness dei Primati
  - 2019 - Cantante femminile più giovane ad avere un album al numero uno nel Regno Unito[137]
  - 2019 - Cantante femminile con il maggior numero di ingressi simultanei nella Billboard Hot 100[138]
  - 2019 - Artista più giovane ad essere candidata alle quattro categorie principali dei Grammy Awards[139]
  - 2019 - Maggior numero di riproduzioni Spotify in un anno per un'artista femminile[140]
  - 2020 - Più giovane vincitrice del Grammy Award all'album dell'anno[141]
  - 2020 - Più giovane vincitrice del Grammy Award alla registrazione dell'anno[142]
  - 2020 - Più giovane vincitrice delle quattro categorie principali dei Grammy Awards[143]
  - 2020 - Più giovane vincitrice solista del Grammy Award all'album dell'anno[144]
  - 2020 - Prima artista femminile a vincere le quattro categorie principali dei Grammy Awards in una singola cerimonia[145]
  - 2020 - Artista più giovane a scrivere e registrare la colonna sonora di un film di James Bond[146]
  - 2021 - Maggior numero di Grammy Awards per la registrazione dell'anno consecutivi[147]
  - 2021 - Pagina Wikipedia più visualizzata di una "post-millennial" ("Generazione Z")[148]
  - 2021 - Album più pre-salvato su Apple Music per Happier than Ever[149]
  - 2021 - Maggior numero di candidature consecutive al Grammy per la registrazione dell'anno consecutivi per un'artista femminile[150]
  - 2021 - Maggior numero di candidature consecutive al Grammy per la canzone dell'anno[151]
  - 2022 - Vincitrice più giovane del BRIT Award al miglior artista internazionale[152]
  - 2022 - Vincitrice più giovane della tripla corona dei premi musicali in ambito cinematografico[153]
  - 2024 - Maggior numero di Grammy Awards per la canzone dell'anno[154]
  - 2024 - Vincitrice più giovane di due premi Oscar[155]